# Eric Buyssens
Eric Buyssens (* 6. Juli 1910 in Gent; † 19. Juli 2000 in Brüssel) war ein belgischer Linguist, Anglist, Germanist und Französist.

## Leben und Werk
Buyssens studierte in Brüssel, war Gymnasiallehrer für Englisch und Deutsch und von 1956 bis 1970 Professor an der Université libre de Bruxelles.
Buyssens war Mitglied der Académie royale des Sciences, des Lettres et des Beaux-Arts de Belgique (1983).

## Werke
- Les langages et le discours. Essai de linguistique fonctionnelle dans le cadre de la sémiologie, Brüssel 1943
- Vérité et langue. Langue et pensée, Brüssel 1960, 1969
- Linguistique historique. Homonymie. Stylistique. Sémantique. Changements phonétiques, Brüssel 1965
- La communication et l’articulation linguistique, Brüssel/Paris 1967, 1970 (portugiesisch: Semiologia e comunicação linguistica, São Paulo 1972, 1974, 1980; spanisch: La communicación y la articulación linguística, Buenos Aires 1978)
- Les deux aspectifs de la conjugaison anglaise au xxe siècle, Brüssel/Paris 1968
- Les catégories grammaticales du français, Brüssel 1975
- Epistémologie de la phonématique, Brüssel 1980